# Седена (Бреша)
Седена је насеље у Италији у округу Бреша, региону Ломбардија.
Према процени из 2011. у насељу је живело 550 становника. Насеље се налази на надморској висини од 180 м.